# Volume 7: Gypsy Marches
Volume 7: Gypsy Marches is de zevende Desert Sessions-mini-lp van het project van Josh Homme. 

## Tracklist en Sessiemuzikanten

### Kant A
A:1. "Don't Drink Poison" – 5:02
- Mandolin, Drum, Percussie – Brendon McNichol
- Zang – Chris Goss
- Zang, Drum, Basgitaar – Samantha Maloney
- Zang, Piano, Drum, Saxofoon – Josh Homme

A:2. "Hanging Tree" – 3:13
- Achtergrondzang – Fred Drake
- Basgitaar, Achtergrondzang – Joshua Homme
- Drum – Samantha Maloney
- Gitaar, Zang – Alain Johannes
- Zang – Mark Lanegan

A:3. "Winners" – 1:06
- Winners

### Kant B
B:1. "Polly Wants a Crack Rock" – 2:29
- Basgitaar – Brendon
- Drum, Gong, Achtergrondzang – Josh
- Gitaar – Al
- Zang – Nick ElDorado (Nick Oliveri)

B:2. "Up in Hell" – 4:46
- Basgitaar, Drum, Cimbaal – Slamantha
- Basgitaar, Drum, Gitaar – Joshua
- Drone – Big Al
- Drum, saxofoon – Fred
- Klappen (handen) – Thai Boys Choir Musician – Brendon "One Take Little Pants" McNichol
- Klappen (handen) opgenomen door – Tony Mason
- Zang – Natasha Schneider
- Zang, Basgitaar – Chris Goss

## Sessiemuzikanten
- Joshua Homme
- Mark Lanegan
- Tony Mason
- Samantha Maloney
- Alain Johannes
- Natasha Shneider
- Chris Goss
- Brendon McNichol
- Fred Drake
- Nick Oliveri